# Шильников, Кузьма Афиногенович
Кузьма́ Афиноге́нович Ши́льников (1901, Вятская губерния — 1989, Москва) — советский учёный-горняк, кандидат технических наук (1948), доцент (1949), ректор Новочеркасского политехнического института в 1939−1949 годах.
Заведующий кафедрой проведения и крепления горных выработок (1946−1948), заведующий кафедрой строительства горных предприятий (1948−1949), директор Новочеркасского политехнического института (1939−1949). Специалист в области строительства горных предприятий. Предложил ряд оригинальных разработок, использованных для нужд создания горнодобывающих производств.

## Биография
Родился в семье крестьянина Вятской губернии в 1901 году.
С 1917 по 1920 годы работал горнорабочим на шахтах Кузбасса. Среднее образование получил на рабфаке Томского рабоче-крестьянского политехнического института. В 1923 году поступил в Томский технологический институт на горный факультет, по окончании которого в 1929 году был оставлен для педагогической работы сначала в Томском технологическом институте, а затем — в Сибирском горном (угольном) институте, в котором занимал должности ассистента, доцента, заместителя декана, помощника начальника учебной части, заместителя директора по учебной и научной работе. Затем работал заместителем декана горного факультета Томского индустриального института и в 1939 году был назначен директором Новочеркасского индустриального института.
В 1941 году К. А. Шильников участвовал в эвакуации вуза в город Томск, уйдя из Новочеркасска с последней группой преподавателей вуза. В 1942—1943 годах работал в Тбилиси. С марта 1943 года он был вызван для продолжения работы в Новочеркасске, освобождённом от оккупации, где руководил вузом по 1949 год. В 1948 году защитил кандидатскую диссертацию, в 1949 году получил звание доцента. В этом же году ему было присвоено персональное звание горного генерального директора III ранга.
В октябре 1949 года Шильников был переведён на должность начальника Главного управления горно-металлургических вузов Министерства высшего образования СССР. В 1954 году назначен заведующим кафедрой техники безопасности и заместителем директора по учебной работе Московского горного института (сейчас — Горный институт НИТУ «МИСиС»).
В 1965 году ушёл на пенсию, став пенсионером республиканского значения.
Умер в 1985 году в Москве.

## Награды
- орден Ленина (1954),
- два ордена Трудового Красного Знамени (1944, 1949)
- медали:
  - «За оборону Кавказа» (1944),
  - «За доблестный труд в Великой Отечественной войне 1941—1945 гг.» (1945),
- знак «Отличник социалистического соревнования угольной промышленности» (1945).